# Athanase Matenda Kyelu
Athanase Matenda Kyelu est un homme politique du Congo-Kinshasa. De novembre 2007 à février 2010, il est ministre des Finances dans les gouvernements Gizenga I, Gizenga II et Muzito I.

## Biographie
Athanase Matenda Kyelu est licencié en sciences économiques appliquées de l'université de Kinshasa.
Athanase Matenda Kyelu était l’administrateur délégué de la Fédération des entreprises du Congo (FEC) jusqu'en 2003.
Il est député à l’Assemblée nationale de transition sur la liste de la société civile. Il est ensuite ministre de la Fonction publique dans le gouvernement de transition. 
Avant sa nomination dans le gouvernement Gizenga, Matenda est député national de la circonscription de Pangi dans le Maniema.
En 2013, il soutient une thèse de doctorat en droit sous la direction de Jean-Claude Martinez.
En 2021, Athanase Matenda dirige le parti politique Alliance des bâtisseurs pour un Congo émergent. Le parti rejoint l'Union sacrée de la nation, la coalition de l'Assemblée nationale qui soutient le président Félix Tshisekedi.